# Ireneusz Opacki
Ireneusz Opacki (ur. 5 sierpnia 1933 w Czortkowie, zm. 9 lipca 2005 w Katowicach) – polski filolog, literaturoznawca, profesor nauk humanistycznych, badacz literatury polskiej. Jego żoną była Anna Opacka, również historyk literatury.

## Życiorys
Był synem Józefa Opackiego, działacza harcerskiego i nauczyciela. Wysiedlony z rodziną z Czortkowa. Od 1945 mieszkał z rodziną w Gliwicach. W 1958 ukończył studia polonistyczne na Katolickim Uniwersytecie Lubelskim, następnie pracował tam jako asystent (1959-1966), adiunkt (1966-1972) i docent (1972). W 1966 uzyskał na Uniwersytecie Jagiellońskim w Krakowie stopień naukowy doktora na podstawie dysertacji pt. O przenikaniu się konwencji gatunkowych w poezji, napisaną pod kierunkiem prof. Kazimierza Wyki. W 1972 habilitował się w Instytucie Badań Literackich PAN na podstawie dorobku naukowego oraz pracy habilitacyjnej pt. Poezja romantycznych przełomów.
Od 1973 nauczyciel akademicki na Uniwersytecie Śląskim w Katowicach, od 1974 jako kierownik Zakładu Teorii Literatury. W 1977 Rada Państwa nadała mu tytuł profesora nadzwyczajnego, w latach 1977-1987 był Dyrektorem Instytutu Literatury i Kultury Polskiej UŚ w Katowicach, w latach 1981–1982 Prorektor UŚ, w latach 1987–1991 Dziekanem Wydziału Radia i Telewizji UŚ, w 1991 uzyskał stanowisko profesora zwyczajnego. W latach 1992–2002 Dyrektor Instytutu Nauk o Literaturze Polskiej UŚ. W latach 1975–1998 był członkiem Komitetu Nauk o Literaturze Polskiej PAN.
Należał do Towarzystwa Literackiego im. Adama Mickiewicza (od 1959, w latach 1976-1988 był członkiem zarządu), Towarzystwa Naukowego KUL (od 1961), Lubelskiego Towarzystwa Naukowego (od 1966), Towarzystwa im. Zofii Kossak (od 1984, w latach 1984-1993 jako Prezes Zarządu).
W latach 1980–1982 był przewodniczącym Wszechnicy Górnośląskiej "Solidarności", w latach 1999–2005 był przewodniczącym Kapituły Śląskiego Wawrzynu Literackiego.
W 1976 nagrodzony Medalem Komisji Edukacji Narodowej, w 1979 został odznaczony Krzyżem Kawalerskim Orderu Odrodzenia Polski.
Patron Instytutu Nauk o Literaturze Polskiej Uniwersytetu Śląskiego w Katowicach.

## Publikacje
- Ewolucje balladowej opowieści. Zagadnienie narratora i narracji w balladzie lat 1822-1920 (1961)
- Ballada polska (1962) – współudział - główny autor Czesław Zgorzelski – w serii Biblioteka Narodowa
- Poezja romantycznych przełomów. Szkice (1972)
- Ruch konwencji. Szkice o poezji romantycznej  (1975) – z Anną Opacką
- Poetyckie dialogi z kontekstem. Szkice o poezji XX wieku (1979)
- Lechoń i polskie mity (1993)
- W środku niebokręga. Poezja romantycznych przełomów (1995)
- Król-Duch, Herostrates i codzienność. Szkice (1997)
- Odwrócona elegia. O przenikaniu się postaci gatunkowych w poezji (1999)